# Bevenrode
Bevenrode ist ein Stadtteil im Nordosten Braunschweigs, im Stadtbezirk Wabe-Schunter-Beberbach.

## Geographie
Bevenrode liegt nordöstlich der Braunschweiger Kernstadt am Rand einer überwiegend mit Laubwald bedeckten Juraformation, die zwischen Essenrode und der Schunter an die Erdoberfläche tritt und weiter östlich Ölschiefervorkommen aufweist. Die topographische Höhe der Gemarkung Bevenrode reicht von 80 bis 96,9 m ü. NHN. Der Ort wird vom Beberbach durchflossen, dessen Lauf im Rahmen eines Gesamtprojekts fast komplett renaturiert wurde.
Das Dorf liegt an der Landesstraße L293, die früher von Wettmershagen (Landkreis Gifhorn) bis Riddagshausen führte, aufgrund einer Neuregelung jedoch in Bevenrode verschwenkt wurde und nun über die Straßen "Am Meerbusch" und "Bechtsbütteler Straße" in Richtung Südwest über Bechtsbüttel Anschluss an die "Westtangente"(A391) bei  Wenden/Bechtsbüttel hat. Der Bezirksrat 112 bemängelte am 17. Februar 2016 die für eine Landesstraße zu geringe Ausbaubreite der "Bechtsbütteler Straße" von z. Zt. nur 4,65 m und fordert einen Ausbau auf Regelbreite. Die Ortsdurchfahrt Bevenrode "Grasseler Straße" wurde ab der Straße "Am Meerbusch" nach Südwesten Richtung Waggum zur neuen Kreisstraße 4 abgestuft. Die Kreisstraße K31 verbindet Bevenrode mit dem südöstlich gelegenen Hondelage. Bevenrode hat die Nachbarorte Waggum, Bechtsbüttel, Abbesbüttel, Grassel, Wendhausen und Hondelage.
An den Siedlungskern von Bevenrode reichen zwei Landschaftsschutzgebiete heran: Im Süden das LSG „Querumer Holz und angrenzende Landschaftsteile“ und unmittelbar nach Osten anschließend das durch die Kreisstraße abgegrenzte LSG „Essenrode–Grassel“.

## Geschichte
Der Ort ist als „Bevenrodhe“ urkundlich erstmals im Jahre 1231 erwähnt, eine dauerhafte Besiedlung dürfte um das Jahr 900 erfolgt sein. Namensgebend war nach Untersuchungen des Ortsheimatpflegers der Dorfbach „Beberbach“, nach anderen Meinungen ein Dorfgründer namens „Bevo“.
Bis zum Jahr 1564 gab es eine Dependance „Klein-Bevenrode“ („Lütteken Bevenrode“, heute in der Gemarkung Grassel gelegen), die danach „wüst“ wurde. Nicht weit davon findet sich ein künstlicher Erdhügel („Hüneberg“ oder „Hünenburg“ genannt) als letzter Rest einer ehemaligen Turmhügelburg aus dem 12. Jahrhundert. Spuren des ehemaligen, 10 m breiten Umflutgrabens wurden mittels geophysikalischer Messungen im Jahr 2008 in einem Schülerprojekt ermittelt. Es handelt sich um einen künstlich aufgeschütteten, ursprünglich kreisrunden Hügel von 4 m Höhe und 35 m Durchmesser. Südlich von ihm schloss sich eine sichelförmige Vorburg an, deren Wallbefestigung heute abgetragen ist.
Erst im Jahr 1705/06 wurde Bevenrode mit den Dörfern Waggum und Bienrode nach wechselnden Gebietszugehörigkeiten vom Herzogtum Braunschweig-Lüneburg dem Herzogtum Braunschweig-Wolfenbüttel endgültig zugeordnet. Es gehörte von dieser Zeit bis zur napoleonischen Besatzung dem Amt Neubrück an. Von 1807 bis 1812 änderte die französische Herrschaft die alten Verwaltungszusammenhänge grundlegend. In dieser Zeit gehörte Bevenrode zum Königreich Westphalen (Sitz in Kassel), District Braunschweig, Departement Oker, Kanton Wendhausen. Danach war das Kreisgericht (ab 1832 Kreisamt) Riddagshausen zuständig, ab 1946 war es dann Teil des Landkreises Braunschweig.
Die Pfarre von Bevenrode (zur Propstei Königslutter gehörend) umfasste bis 1970 einige Jahrhunderte lang auch die Kirchengemeinden von Waggum (ab 1568) und Bienrode (1642 bis 1965), erstreckte sich also zeitweilig vom Beberbach bis zur Schunter. Ab 1970 wurde der Sitz des Pfarrverbandes Waggum/Bevenrode nach Waggum verlegt. Im Jahr 2015 löste Michael Gerloff den zuvor fast 20 Jahre amtierenden Konstantin Dedekind als amtierender Pastor ab. 
Aus dem Jahr 1758 stammt die erste statistische Erfassung des Ortes: Bevenrode hatte 1 Ackerhof, 3 Halbspännerhöfe, 7 Großkötherhöfe, 1 Brincksitzerhof, Kirche, Pfarrhaus, Pfarrwitwenhaus, Hirtenhaus, Schule. 14 Pferde, 174 Stück Rindvieh, 74 Schweine, 113 Schafe, 30 Immenstöcke. Die Einwohnerzahl wird bei ca. 100 gelegen haben. In der Größe unterschied es sich damals nicht wesentlich von den umliegenden Dörfern. Während viele Dörfer im 19. und beginnenden 20. Jahrhundert dann schnell wuchsen, stagnierte die Einwohnerzahl von Bevenrode und mit 208 Einwohnern in 42 Haushaltungen in 30 Wohngebäuden im Jahr 1880 zählte es dann etliche Jahrzehnte zu den kleinsten Dörfern des Landkreises.
Wie viele andere Gemeinden auch, erhielt Bevenrode größeren Bevölkerungszuwachs nach dem Zweiten Weltkrieg durch die Aufnahme zahlreicher Flüchtlinge aus den ehemaligen deutschen Ostgebieten. So wuchs die Einwohnerzahl von 252 (im Jahr 1939) auf 453 (im Jahr 1950). Durch das große Baugebiet Bevenrode-Nord (seit 1999) stieg die Zahl in jüngster Zeit von 870 (1992) auf 1561 (2013). In der Bebauung ist zurzeit das Baugebiet "Am Pfarrgarten", in dem 37 weitere Wohneinheiten entstehen.
Seit der Auflösung des Landkreises Braunschweig am 1. März 1974 verlor Bevenrode seine Selbständigkeit als Gemeinde und wurde Stadtteil der Stadt Braunschweig. Der Stadtteil Bevenrode ist dort als statistischer Bezirk Nr. 65 erfasst und gehörte vom 1. März 1974 bis zum 1. November 1981 zur Ortschaft Waggum-Bevenrode, danach zum (alten) Stadtbezirk 112 (Bienrode-Waggum-Bevenrode). Am 1. November 2011 wurden nach heftigen politischen Debatten die alten Bezirke 112 (Bienrode-Waggum-Bevenrode) und 111 (Wabe-Schunter) zum neuen Stadtbezirk Wabe-Schunter-Beberbach zusammengeschlossen, der die Stadtteile Bienrode, Waggum, Bevenrode, Querum, Gliesmarode und Riddagshausen umfasst.
Als Ausgleichsmaßnahme für die Waldrodungen zum Ausbau des Flughafens und andere Baumaßnahmen werden große Teile der Bevenroder Feldmark im Moment aufgeforstet. 

## Bauwerke

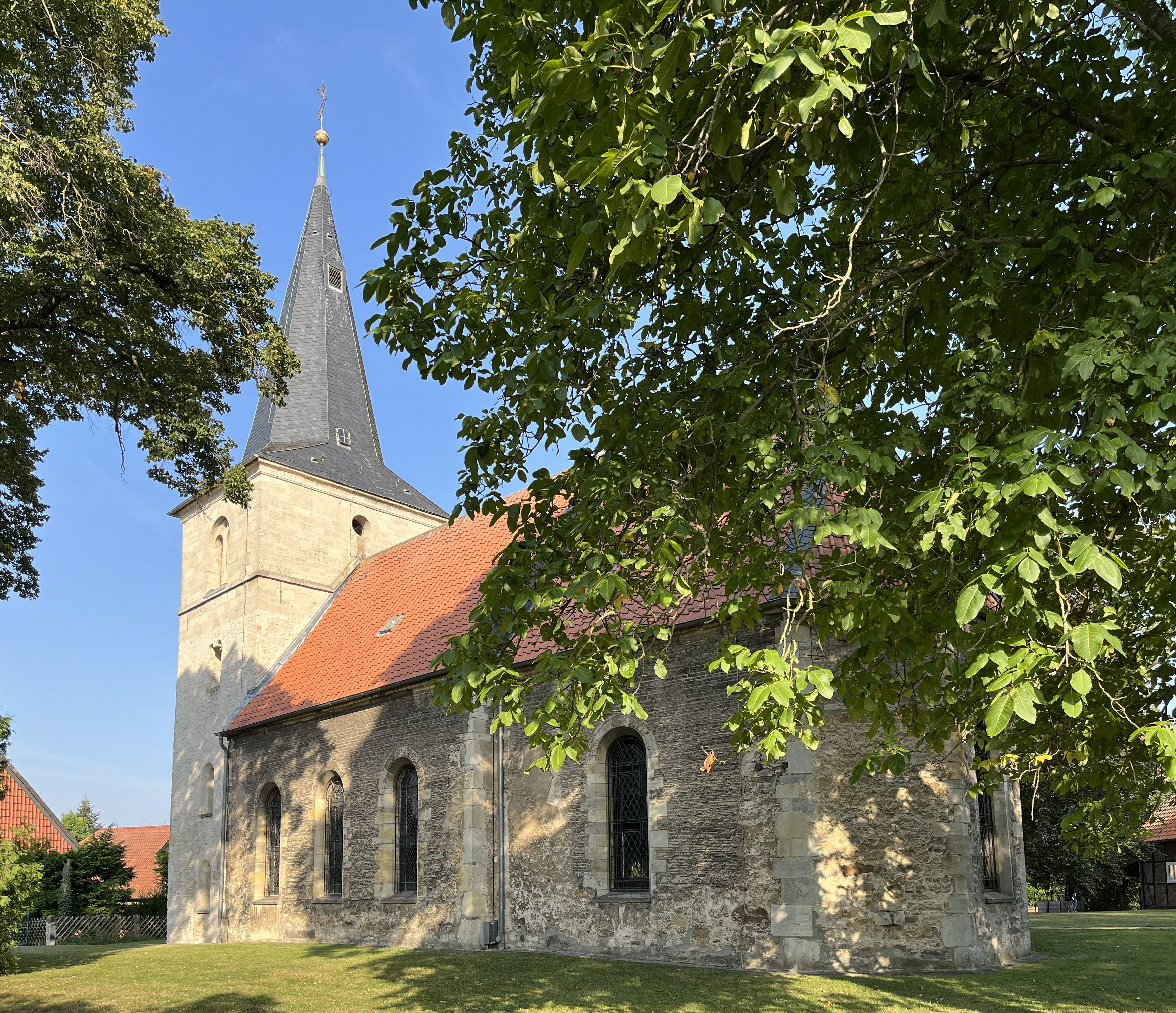
Kirche St. Peter und Paul

Von besonderer baugeschichtlicher Bedeutung für Bevenrode ist die im Kernbereich romanische Dorfkirche Sankt Peter und Paul, deren Grundmauern und unteren Kirchturmschichten etwa aus dem Jahr 1170 stammen. Ein grundlegender Umbau fand jedoch in den Jahren 1864 bis 1877 statt. Einer der beiden Bevenroder Abendmahlskelche gehört zu den ältesten in der gesamten Region.
Im Jahr 1802 wurde nach dem Brand des Vorgängerbaues das heute denkmalgeschützte „Alte Pfarrhaus“ erbaut, das 2002 entkernt, umgebaut und umgenutzt wurde. Das Obergeschoss ist vermietet, das Untergeschoss gehört der Kirchengemeinde und wird von der Ortsbücherei Bevenrode genutzt, andere Bereiche stehen für verschiedene örtliche Zusammenkünfte und für öffentliche Anlässe wie Wahlen und Bezirksratssitzungen zur Verfügung.

## Wirtschaft und Infrastruktur
Im ÖPNV wird Bevenrode von den Buslinien 424 und 413 bedient. Seit dem 15. November 2010 ist durch den Ausbau des Flughafens Braunschweig-Wolfsburg und der damit verbundenen Kappung der Grasseler Straße eine geänderte Verkehrsführung zur Erreichung der Ortsteile Querum und Gliesmarode und des östlichen Ringgebietes der Stadt Braunschweig entstanden.
Zuständige Grundschule ist seit 1969 die Grundschule Waggum, zu der ein Bus-Fahrdienst besteht. Für Kleinkinder gibt es seit 1969 den evangelisch-lutherischen Kindergarten in Bevenrode mit 35 Plätzen im Gebäude der ehemaligen „neuen Schule“.

## Veranstaltungen und Vereine
Zu den regelmäßigen Veranstaltungen gehören das „Brunnenfest“ rund um die Kirche, das von der Kirchengemeinde und mehreren Vereinen organisiert wird, ein „Hof- und Scheunenfest“ beim Ortsheimatpfleger (beide seit 2002 nach der Schließung der letzten Dorfgaststätte) und ein „Adventsmarkt“ rund um die Kirche. In Zusammenarbeit der örtlichen Vereine finden von Zeit zu Zeit bei besonderen Jubiläen größere Volksfeste statt.
Als Vereine und Gemeinschaften sind die Freiwillige Feuerwehr Bevenrode von 1874, der Siedlerbund von 1961 (im VWE Verband Wohneigentum), die Sportgemeinschaft (SG) Bevenrode von 1963, der Förderverein Fußball Bevenrode e. V. (FFB e. V.) von 2010,  der Seniorenkreis Bevenrode, das Team des „Lebendigen Adventskalenders“, das „Cafe im Pfarrgarten/Cafe am Kamin“  sowie einige andere Gruppen aktiv.
Seit Oktober 2002 ist Bevenrode  mit einer eigenen Homepage im Internet vertreten: www.bevenrode-online.de. Webmaster ist Klaus Neumann.

## Marginalien
Bundesweite Fernsehauftritte hatten die Bevenroderinnen Christiane Blass bei „Wer wird Millionär“ im Januar 2004 und Brigitta Kottwitz im Februar 2017 bei „Shopping Queen“. Im 2005 erschienenen Buch „Singvogel“ von Thommie Bayer findet der Friedhof von Bevenrode Erwähnung. Auf den europäischen  Binnenkanälen verkehrt das 1970 gebaute 1152 Bruttoregistertonnen große Tankschiff „Bevenrode“ der Hamburger Reederei Fluvia Tankrode.

## Wappen
Das Wappen zeigt in der oberen Hälfte einen silbernen Baumstrunk und darunter eine Zickzacklinie auf einem roten Schild.
Der Baumstumpf bezieht sich auf den Ortsnamensbestandteil -rode und symbolisiert die durch die ersten Siedler getätigten Rodungsarbeiten in dem damals dicht bewaldeten Gebiet. Der Zickzackbalken entstammt dem Wappen des Geschlechts von Campe. Diese waren im 14. Jahrhundert die Lehnsherren über 15 Bevenroder Hofstellen und ab 1601 unterstand ihnen das gesamte Dorf.
Am 19. November 1979 wurde das von Arnold Rabbow entworfene Wappen vom zu dieser Zeit zuständigen Ortsrat Waggum-Bevenrode einstimmig bestätigt, nachdem im Dorf über mehrere Vorlagen abgestimmt worden war.